# João Rodrigues Portocarreiro, Senhor de Vila Real
João Rodrigues Portocarreiro, rico-homem, meirinho-mor do Reino de Portugal (13.8.1376) e 1º senhor de juro e herdade de Vila Real (13.8.1372), senhor de juro e herdade de Portocarreiro (ib), de Campelos, de Vilarinho de Castanheira, do couto de Resende, de São Felix de Galegos (1370) e de Penajóia e Vila Nova de Anços, freguesia portuguesa do concelho de Soure.
Seguiu o partido da rainha e foi para Castela, perdendo todos os seus bens, salvo o senhorio de Vila Real, que sua filha D. Maior Anes de Portocarreiro tinha levado em dote do seu casamento.
Este João Rodrigues Portocarreiro não deve ser confundido com João Rodrigues Portocarreiro que foi Senhor do Paço de Pombal e da Casa de Portocarreiro.

## Relações familiares
Foi filho de Fernão Anes de Portocarreiro (? – 1274), que foi Deão da Sé de Braga, e de Maria Vasques de Resende (1340 -?) filha de Vasco Martins de Resende (1320 -?) e de Mécia Vasques de Azevedo (c. 1320 -?).
Casou com Mécia da Silva (1310 -?) filha de D. João Gomes da Silva (1270 -?) e de Leonor Afonso de Brito também conhecida como Constança Afonso de Brito (1285 -?), de quem teve:
1. Maior de Portocarreiro (1330 -?), senhora de Vila Real e casada com o 1.º conde de Viana do Alentejo, D. João Afonso Telo de Menezes (1330 - Penela, 1384), filho de D. João Afonso Telo de Menezes (c. 1310–1381), 1.º conde de Ourém e 4.º conde de Barcelos e de D. Guiomar Lopes Pacheco.

Teve mais uma filha (bastarda ou legítima) que casou com Lopo Esteves de Ansiães, pois a 2.10.1384 o Mestre de Avis doou a ele, seu bom servidor, o senhorio de juro e herdade de Campelos (hoje freguesia de Carrazeda de Ansiães), tal como tinha seu pai (que aqui só pode estar por sogro).